# Teodoro Hartung
Teodoro Hartung (Chascomús, Provincia de Buenos Aires, 13 de septiembre de 1900 - Buenos Aires, 3 de noviembre de 1969) fue un militar argentino que alcanzó la jerarquía de contraalmirante de la Armada Argentina. Formó parte del Grupo de Oficiales Unidos, pero luego se opuso al peronismo e integró la Revolución Libertadora, de la cual fue Ministro de Marina durante la dictadura de Eduardo Lonardi y Pedro Eugenio Aramburu.

## Carrera
Egresó de la Escuela Naval como guardiamarina en 1922.
En 1952 en una conferencia planteó una tesis supremacista relativa a una suerte de destino manifiesto de Argentina respecto del resto de los países del Cono Sur, considerando como un "mandato de la naturaleza" que ese país actuara como "monitor" de los países vecinos y en particular de Chile.
Firmó, junto Aramburu y otros ministros, los decretos para aplicar la ley marcial y fusilar a los sublevados de 1956. Se opuso al levantamiento de la proscripción del peronismo, descontando el apoyo de la Marina en la medida propuesta por el ministro Carlos Alconada Aramburu. Fue brevemente canciller de la Argentina en enero de 1958, designado por Aramburu.
Fue embajador de Argentina en Reino Unido designado por el presidente Arturo Frondizi, a quien le pediría la renuncia a nombre de la Armada tras el triunfo en varias provincias de fuerzas opositoras al gobierno en 1962.